# Faltônio Probo Alípio
Faltônio Probo Alípio (em latim: Faltonius Probus Alypius) foi um oficial romano do século IV, ativo no reinado dos imperadores Graciano (r. 375–383), Valentiniano II (r. 375–392) e Teodósio I (r. 378–395).

## Vida

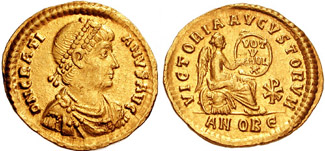
Soldo de Graciano r.

Alípio era filho de Clódio Celsino Adélfio e da poetisa Faltônia Betícia Proba e irmão de Quinto Clódio Hermogeniano Olíbrio. Em 370 ou 371, foi exilado após investigações de Maximino. Em 378, manteve alto ofício na Mauritânia, possivelmente vigário da África. Em 12 de junho de 391, foi atestado como prefeito urbano de Roma. Em 393, foi enviado à corte de Eugênio (r. 392–394), em ocasião de celebrações do consulado de Vírio Nicômaco Flaminiano no ano seguinte. Foi destinatário de algumas epístolas de Quinto Aurélio Símaco e talvez de Ambrósio, que indicam que ainda estava vivo em 397 e estava próspero.